# Sight-Seeing in Japan
Sight-Seeing in Japan è un cortometraggio muto del 1913. Il nome del regista non viene riportato nei credit del film, un breve documentario di cento metri girato in Giappone.

## Produzione
Il film fu prodotto dalla Vitagraph Company of America.

## Distribuzione
Distribuito dalla General Film Company, il documentario uscì nelle sale statunitensi il 1º luglio 1913. Nelle proiezioni, veniva programmato con il sistema dello split reel, accorpato in un'unica bobina con un altro cortometraggio prodotto dalla Vitagraph, la comica Bingles and the Cabaret.